# 14463 McCarter
A 14463 McCarter (korábbi nevén 1993 GA1) a Naprendszer kisbolygóövében található aszteroida. Spacewatch fedezte fel 1993. április 15-én.
A bolygót David Graham McCarter (1946–) kanadai amatőrcsillagászról nevezték el.

## Kapcsolódó szócikk
- Kisbolygók listája (14001–14500)